# Hrvoje Babec
Hrvoje Babec (Virovitica, 28 luglio 1999) è un calciatore croato, centrocampista dell'Osijek in prestito dal Riga FC.

## Caratteristiche tecniche
È un centrocampista difensivo.

## Carriera

### Club
Cresciuto nel settore giovanile dell'Osijek, dal 2016 al 2018 ha giocato nel settore giovanile del Metz collezionando 8 presenze con la seconda squadra in Championnat de France amateur 2. Il 20 luglio 2019 ha esordito fra i professionisti disputando con l'HNK Gorica l'incontro di 1. HNL pareggiato 1-1 contro l'Inter Zaprešić.